# Hydnaceae
Hydnaceae es una familia de hongos del orden Cantharellales. Originalmente, la familia abarcaba todas las especies de hongos que producían basidiocarpos (cuerpos fructíferos) que tenían un himenio (superficie portadora de esporas) que consistía en extensiones cónicas delgadas y colgantes hacia abajo denominadas "espinas" o "dientes", ya sea que fueran relacionados o no. Esta agrupación artificial pero a menudo útil ahora se llama más generalmente hongos hidnoides o dientes. En el sentido estricto y moderno, Hydnaceae se limitan al género Hydnum y géneros relacionados, con basidiocarpos que tienen un himenio dentado o poroide. Las especies de la familia son ectomicorrícicas, formando una relación mutuamente beneficiosa con las raíces de los árboles y otras plantas. Hydnum repandum (el hongo erizo) es una especie comestible, recolectada comercialmente en algunos países y a menudo comercializada con el nombre francés "pied de mouton".

## Descripción
Los cuerpos fructíferos de las especies de la familia tienen sombreros y tallos que generalmente están unidos en el centro. Los colores suelen oscilar entre el blanco, el amarillo y el naranja, y los dientes suelen ser más claros que la superficie de la tapa. La pulpa es carnosa y quebradiza, y monomítica (que consiste únicamente en hifas generativas). Las hifas generativas son de paredes delgadas, ramificadas, contienen septos y tienen conexiones de abrazadera. Las esporas varían en forma desde aproximadamente esféricas hasta en forma de huevo, tienen una superficie lisa y son incoloras. Una característica distintiva de muchas especies de la familia es la estructura del himenio (superficie portadora de esporas), que consta de espinas colgantes parecidas a dientes.
Se cree que todas las especies dentro de Hydnaceae son ectomicorrícicas, formando una relación mutuamente beneficiosa con las raíces de los árboles vivos y otras plantas. Los basidiocarpos suelen encontrarse en el suelo o en la hojarasca de los bosques. La familia tiene una distribución cosmopolita.
Varias especies de Hydnum son comestibles y Hydnum repandum se recolecta comercialmente y se comercializa en Europa,  a menudo bajo el nombre francés "pied de mouton". En América del Norte, Hydnum umbilicatum relacionado también se recolecta comercialmente, a veces bajo el nombre de "goloso".

## Taxonomía
La familia fue descrita originalmente en 1826 por el botánico francés François Fulgis Chevallier para dar cabida a todos los hongos más grandes con un himenio dentado o espinoso . Como tal, la familia era completamente artificial, reuniendo un conjunto diverso de especies que posteriormente han sido reasignadas a varias familias. En 1933, el micólogo holandés Marinus Anton Donk limitó radicalmente las Hydnaceae (a las que se refirió a la tribu Hydneae) a Hydnum repandum y especies relacionadas que producían basidios "stichic" (basidios con husos nucleares dispuestos longitudinalmente). Consideró que esta característica colocaba a estas especies más cerca de los rebozuelos (Cantharellaceae) que a otros hongos hidnoides. La disposición de Donk de la familia fue ampliamente aceptada y un texto estándar de 1995 colocó a Hydnum y Hydnaceae dentro del orden Cantharellales, aunque aún conserva algunos géneros adicionales (Amylodontia, Climacodon, Corallofungus, Dentinum, Gloeomucro, Nigrohydnum, Phaeoradulum y Stegiacantha) dentro de la familia. La mayoría de estos ahora se han colocado en otros taxones.
La investigación molecular, basada en el análisis cladístico de la secuencia de ADN, ha confirmado la ubicación de Donk de Hydnaceae como una familia dentro de Cantharellales. Los límites precisos de la familia no han sido investigados, pero parece que el tipo y las especies relacionadas del género Sistotrema pertenecen a Hydnaceae, así como a la mayoría de las especies de Hydnum. Estas especies de Sistotrema tienen basidiocarpos poroides y no están estrechamente relacionadas con la mayoría de las especies de "Sistotrema" que pueden pertenecer a Clavulinaceae. Según el Diccionario de hongos (10.ª edición, 2008), la familia contiene 9 géneros y 190 especies.

### Géneros
- Burgoa
- Corallofungus
- Gloeomucro
- Hydnum
- Ingoldiella
- Multiclavula
- Osteomorpha
- Paullicorticium
- Repetobasidiellum
- Sistotrema